# Lake View (Iowa)
Lake View es una ciudad ubicada en el condado de Sac en el estado estadounidense de Iowa. En el Censo de 2010 tenía una población de 1142 habitantes y una densidad poblacional de 182,96 personas por km².

## Geografía
Lake View se encuentra ubicada en las coordenadas 42°18′7″N 95°2′9″O / 42.30194, -95.03583. Según la Oficina del Censo de los Estados Unidos, Lake View tiene una superficie total de 6.24 km², de la cual 5.48 km² corresponden a tierra firme y (12.24%) 0.76 km² es agua.

## Demografía
Según el censo de 2010, había 1142 personas residiendo en Lake View. La densidad de población era de 182,96 hab./km². De los 1142 habitantes, Lake View estaba compuesto por el 99.3% blancos, el 0.26% eran afroamericanos, el 0% eran amerindios, el 0% eran asiáticos, el 0.09% eran isleños del Pacífico, el 0% eran de otras razas y el 0.35% pertenecían a dos o más razas. Del total de la población el 0.09% eran hispanos o latinos de cualquier raza.